# Piotr Oleśnicki
Piotr Oleśnicki herbu Radwan – marszałek Trybunału Głównego Koronnego kadencji 1578/1579 roku, deputat województwa krakowskiego na Trybunał Główny Koronny szafarz dochodów małopolskich w 1580 roku. 
Błędnie przez wielu autorów przypisywany do rodziny Oleśnickich herbu Dębno.
Syn żupnika bocheńskiego Jana i jego pierwszej żony Barbary Potockiej herbu Szreniawa. Żonaty z Katarzyną Morską miał synów: Jana i Andrzeja.